# ランカスター・ストーマーズ

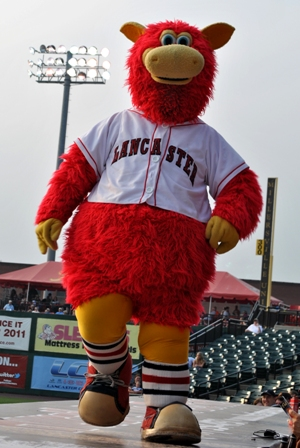
マスコットの「Cylo」

ランカスター・ストーマーズ（Lancaster Stormers）は、プロ野球独立リーグのアトランティックリーグ（北地区）に加盟している野球チームである。本拠地はアメリカ合衆国ペンシルベニア州ランカスター。

## 概要
2003年に創設され、ランカスター市でのファン投票によってバーンストーマーズ（Lancaster Barnstormers）というチーム名が決定した。
2005年、アトランティックリーグに加盟して活動を開始した。
2006年、トム・ハー監督に率いられ初のリーグ優勝を果たした。
2024年2月にチーム名を「ランカスター・ストーマーズ」（Lancaster Stormers）に変更することを発表した。

## 所属選手

### 主な過去の所属選手
- ジャンカルロ・アルバラード (2005、元：広島東洋カープほか)
- ホセ・オーティズ (2005 - 2006、元：オリックス・バファローズほか)
- ディオニス・セサル (2007、元：中日ドラゴンズ)
- クリス・ブロック (2007、元：広島東洋カープ)
- グレッグ・ブロッサー (2008、元：西武ライオンズ)
- トレイ・ホッジス (2009年、元：阪神タイガース)
- エリック・ヤング (2009年、元：オリックス・バファローズ)
- マット・ワトソン (2009年 - 、元：千葉ロッテマリーンズ)
- ライアン・マルハーン (2009年 - 2010年、元：埼玉西武ライオンズ)
- ジム・ハウザー (2009年、2010年、現：東北楽天ゴールデンイーグルス)
- 仁志敏久 (2010年、元：読売ジャイアンツほか)
- ブライアン・ネルソン (2010年、元：福岡ダイエーホークス)
- ブレット・ハーパー (2010年、元：横浜ベイスターズほか)
- ジョン・コロンカ (2010年、元：オリックス・バファローズ)
- フェルナンド・セギノール (2011年、元：オリックス・バファローズほか)
- 土肥義弘 (2011年、元：埼玉西武ライオンズほか)
- ジョナ・ベイリス (2011、元：埼玉西武ライオンズ)
- J.D.ダービン (2011、元：福岡ソフトバンクホークス)
- イギー・スアレス (2011、第3回WBC予選コロンビア代表)
- レス・ウォーランド (2011 - 2012、元：横浜ベイスターズ)
- ヨスラン・エレラ (2013、元：横浜DeNAベイスターズ)
- 高島毅 (2013、元：オリックス・バファローズ)
- 坪井智哉 (2014、元：阪神タイガースほか)
- 渡辺俊介 (2014 - 2015、元：千葉ロッテマリーンズほか)
- 梶本勇介 (2014 - 2016、元：東京ヤクルトスワローズほか)
- コディ・エプリー (2014、元：ニューヨーク・ヤンキース)
- ブランドン・マン (2014、元：横浜ベイスターズ)
- クリス・シュウィンデン (2014、元：ニューヨーク・メッツ)
- コーリー・ウェイド (2014、元：ニューヨーク・ヤンキース)
- ベン・フランシスコ (2014、元：クリーブランド・インディアンス)
- コール・ガーナー (2014、元：コロラド・ロッキーズ)
- グレッグ・ゴルソン (2014、元：ニューヨーク・ヤンキース)
- 倪福徳 (2014、現：中信兄弟)
- マーカス・ウォルデン（2015、元：ボストン・レッドソックス）
- 深江真登 (2015、元：オリックス・バファローズ)
- 柿原翔樹 (2015、元：オリックス・バファローズ)
- 藤江均 (2016、元：横浜DeNAベイスターズ)
- フィル・コーク（2016、元：オリックス・バファローズ）
- アンドリュー・アルバース（2016、元：オリックス・バファローズ）
- ラスティングス・ミレッジ (2017、元：東京ヤクルトスワローズ)
- ジョナサン・アルバラデホ（2018 - 2019、元：読売ジャイアンツ）